# Gendun Choephel
Gendun Chophel  (en tibetà: དགེ་འདུན་ཆོས་འཕེལ; en Wylie: dge 'dun chos 'phel; en xinès: 更敦群培; en pinyin: Gēngdūn Qúnpéi) fou un dels intel·lectuals més destacats del Tibet, a més d'escriptor, artista i polític. Monjo budista reformador i controvertit. Va néixer el 1903 en un poblet de l'Amdo (una de les tres províncies en que cultural i tradicionalment es divideix el Tibet). Va morir el 1951.

## Biografia
Gendun, nascut en una família d'origen humil, va rebre una educació tradicional d'un monjo en un dels més importants monestir de la regió. On va conèixer la civilització occidental gràcies a un missioner nord-americà. De seguida va destacar per la seva ment brillant. Abandonà el monestir i viatjà a Lhasa amb una caravana de comerciants. Pel seu caràcter rebel i gens conformista va tenir conflictes amb els monjos de Drepung (un dels monestirs tibetans més importants i un dels principals centres culturals), Un cop va deixar el monestir es va dedicar a l'art, vivint dels retrat que feia a les elits de Lhasa. El 1934 es va despertar un renovat interès pel budisme i la trobada, el 1935, amb l'hindú Rahui Sanskritajanu, comunista i anticolonialista contra els britànics, el va influir molt. Junts van recórrer monestirs remots a la recerca de textos budistes antics (1934-1938). L'amistat amb Rahui el va dur a l'Índia on va ser testimoni dels canvis polítics d'aquest país i on es va desenvolupar el seu període més prolífic com a artista. També viatjà per Bhutan i confeccionant mapes. Va traduir el Kamasutra al tibetà. El 1945 va tornar al Tibet, passant per la ciutat fronterera de Kalimpong (Índia) però en arribar a Lhasa va ser detingut èr rebel·lió, El 1949 va ser alliberat. Els seus problemes amb l'alcohol s'agreujaren. Poc després de l'arribada de l'exèrcit xinès a Lhasa, Gendun va morir. Va ser alumne de Sherab Gyatso. La pel·lícula dirigida per Lucas Šedlerio "Angry Monk” està fonamentada en la seva vida.

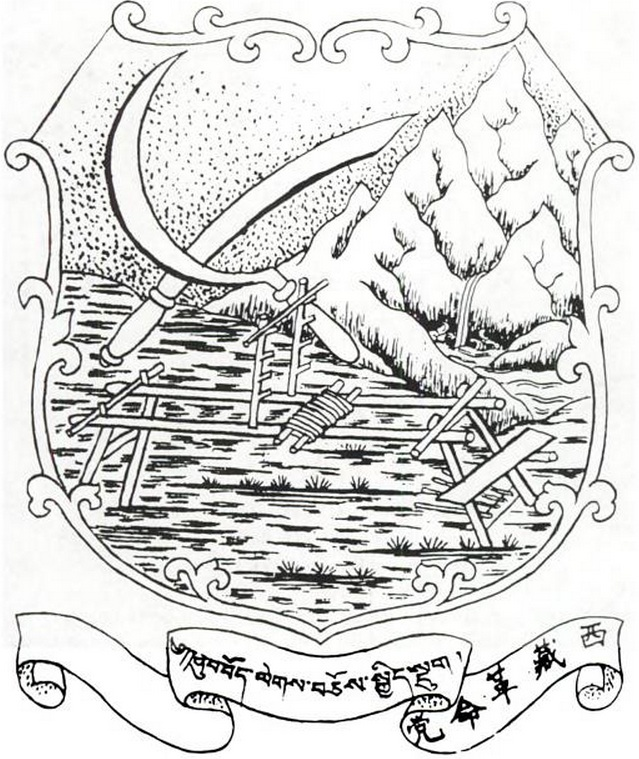
Insignia creada per Chophel (anterior a 1946)

## El Partit Reformista del Tibet
Aquest partit fundat per Pandatsang Rapga el 1939, a Kalimpong, tenia una ideologia laica, anti-feudal i antiimperialista, associat al Kuomintang. Segons la denominació xinesa o inglesa el nom d'aquest partit canvia. Gedun Chophel va formar part del nucli principal de l'organització. Aquest partit es va dissoldre el 1950.